# Attack surface
De attack surface is de verzameling van alle punten een systeem waar een aanvaller kan proberen dat systeem binnen te dringen, er een effect op te veroorzaken of er gegevens uit te halen. Voorbeelden van deze punten zijn IP-adressen, DNS-records, applicatie-endpoints, websites, API's, externe (administratieve) access points, databases, encryptiegegevens, filesharing-diensten, gestolen credentials die op het dark web werden verkocht, en meer. Deze punten kunnen beveiligd of onbeveiligd, gekend of ongekend, actief of inactief zijn. De attack surface van een organisatie verandert dan ook constant.

## Attack surface reductie
Attack surface reductie is een veiligheidsmaatregel die poogt het totaal aantal toegangspunten in een IT systeem te verminderen. Hierdoor verkleint de kans dat een niet-geautoriseerde gebruiker een slecht beveiligde toegangspunt vindt. Een attack surface kan verkleint worden door ongebruikte software weg te halen.

## Attack surface management
Attack surface management is een tool om internet geconnecteerde punten in een IT systeem van een organisatie te ontdekken en te analyseren. Deze tool monitort de attack surface van een organisatie continu op veranderingen en mogelijke beveiligingslekken.